# Боргар-фьорд
Боргар-фьорд (исл. Borgarfjörður, [ˈpɔrcarˌfjœrðʏr̥] слушатьо файле) — фьорд на западе Исландии в регионе Вестюрланд.

## Этимология
Название фьорда предположительно происходит от древнего исландского поселения Борг (исл. Borg, дословно — «Городище»), которое, согласно сагам, было основана около 940 года Скаллагримом Квельдусоном, отцом Эгиля Скаллагримссона, чьей собственностью стала земля вокруг фьорда.

## Физико-географическая характеристика
Боргар-фьорд расположен в западной части Исландии в регионе Вестюрланд. Является частью фьордового комплекса Фахсафлоуи. Длина фьорда достигает 22 километров, а средняя ширина — около 4 км.
Несмотря на спокойный вид поверхности вод фьорда, подводные течения достаточно сильные. 

## Хозяйственное использование
Местность вокруг фьорда заселялась со времени первых исландских поселений. События, описанные в «Саге об Эгиле», происходили на этой территории. 
Боргар-фьорд пересекает кольцевая дорога Хрингвегюр 1 по мосту Боргарфьярдарбру (длина около 0,5 км) рядом с городом Боргарнес .

## Галерея
- Вид на фьорд из города Боргарнес, ноябрь 2007